# Ferula akitschkensis
Ferula akitschkensis är en flockblommig växtart som beskrevs av Boris Fedtjenko och Koso-pol. Ferula akitschkensis ingår i släktet stinkflokesläktet, och familjen flockblommiga växter. Inga underarter finns listade i Catalogue of Life.